# Lohheide
Lohheide là một đô thị ở huyện Celle, trong bang Niedersachsen, nước Đức. Đô thị Lohheide có diện tích 91,32 km².
Dân số cuối năm 2006 là 764 người.